# Musée Pio Cristiano
Le musée Pio Cristiano (ou musée Pie chrétien) est l'un des musées du Vatican. Ce musée est consacré aux collections d'œuvres d'art de l'époque paléochrétienne et des premiers temps de l'Église, notamment celles trouvées dans les catacombes romaines. 

## Historique

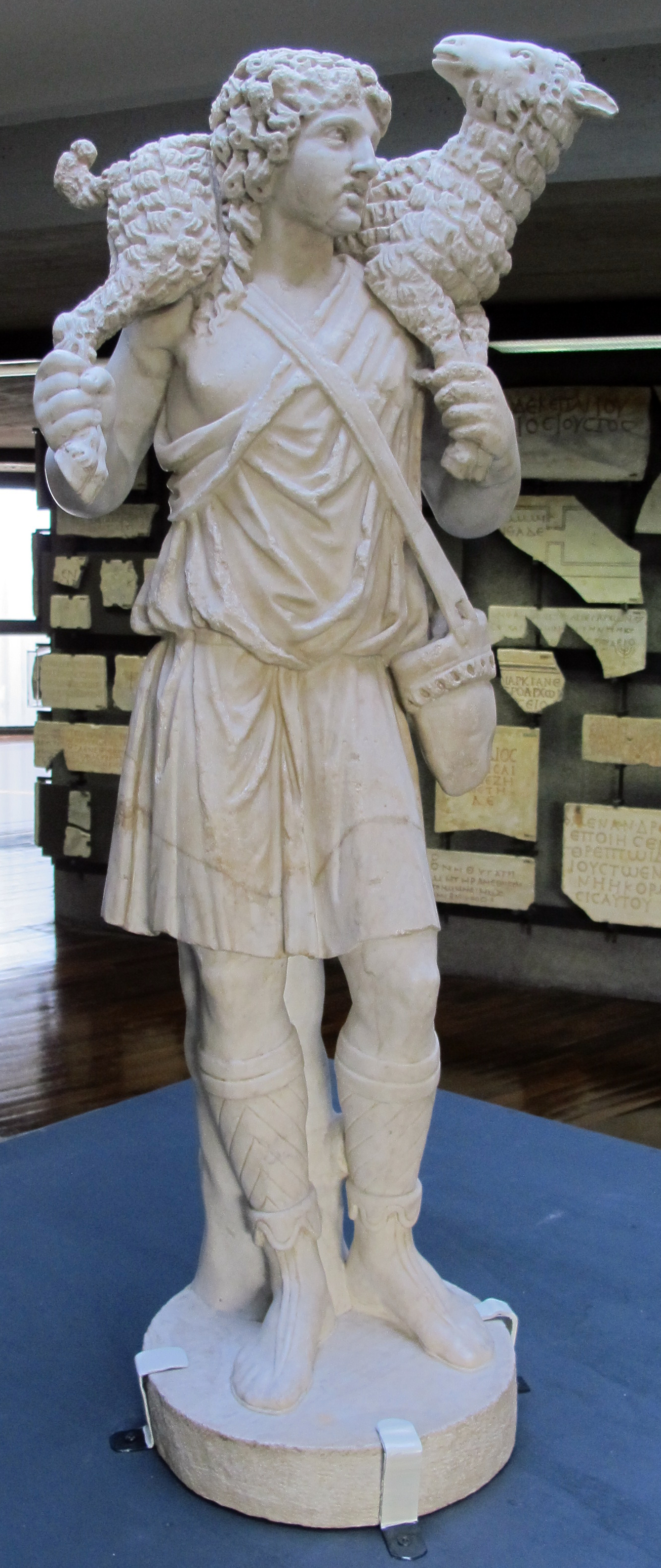
Le Bon Pasteur (IVe siècle), Marbre blanc, 100 x 36 x 27 cm.

Le musée a été fondé par le pape Pie IX en 1854 et se trouvait au début au palais du Latran. Le pape Jean XXIII a transféré en 1963 ses collections au Vatican, qui ont été ouvertes au public par la suite le 15 juin 1970, sous le pontificat de Paul VI.

## Collections
Les collections sont divisées en deux sections : celle des sculptures, monuments architectoniques, etc. et celle des épigraphes, ouverte seulement aux chercheurs et spécialistes.
On trouve au musée des sarcophages chrétiens décorés de bas-reliefs et de représentations gravées ou de scènes peintes. Ils sont exposés par ordre chronologique, par genre et par iconographie. Les figures et les dessins n'ont pas perdu leur valeur esthétique à l'époque de l'Église primitive, mais leur signification symbolique était plus importante.
Parmi ses œuvres, on peut distinguer :
- La sculpture du Bon Pasteur est une de ses pièces les plus célèbres. Elle faisait partie d'un sarcophage du IVe siècle. Elle a été restaurée au XVIIIe siècle.
- Le Sarcophage sabin (315), décoré d'épisodes du Nouveau Testament et des récits apocryphes à propos de la vie de saint Pierre.
- Le sarcophage des Deux Frères (350).
- Le Sarcophage dogmatique (325-350), première représentation de la Trinité.
- Le sarcophage de Junius Bassus : moulage en gypse, l'original en marbre, du IVe siècle, se trouve au musée du Trésor de la basilique Saint-Pierre.
- Les sarcophages de la Passion, également du IVe siècle.
- Les deux mosaïques des athlètes des thermes de Caracalla.

## Galerie

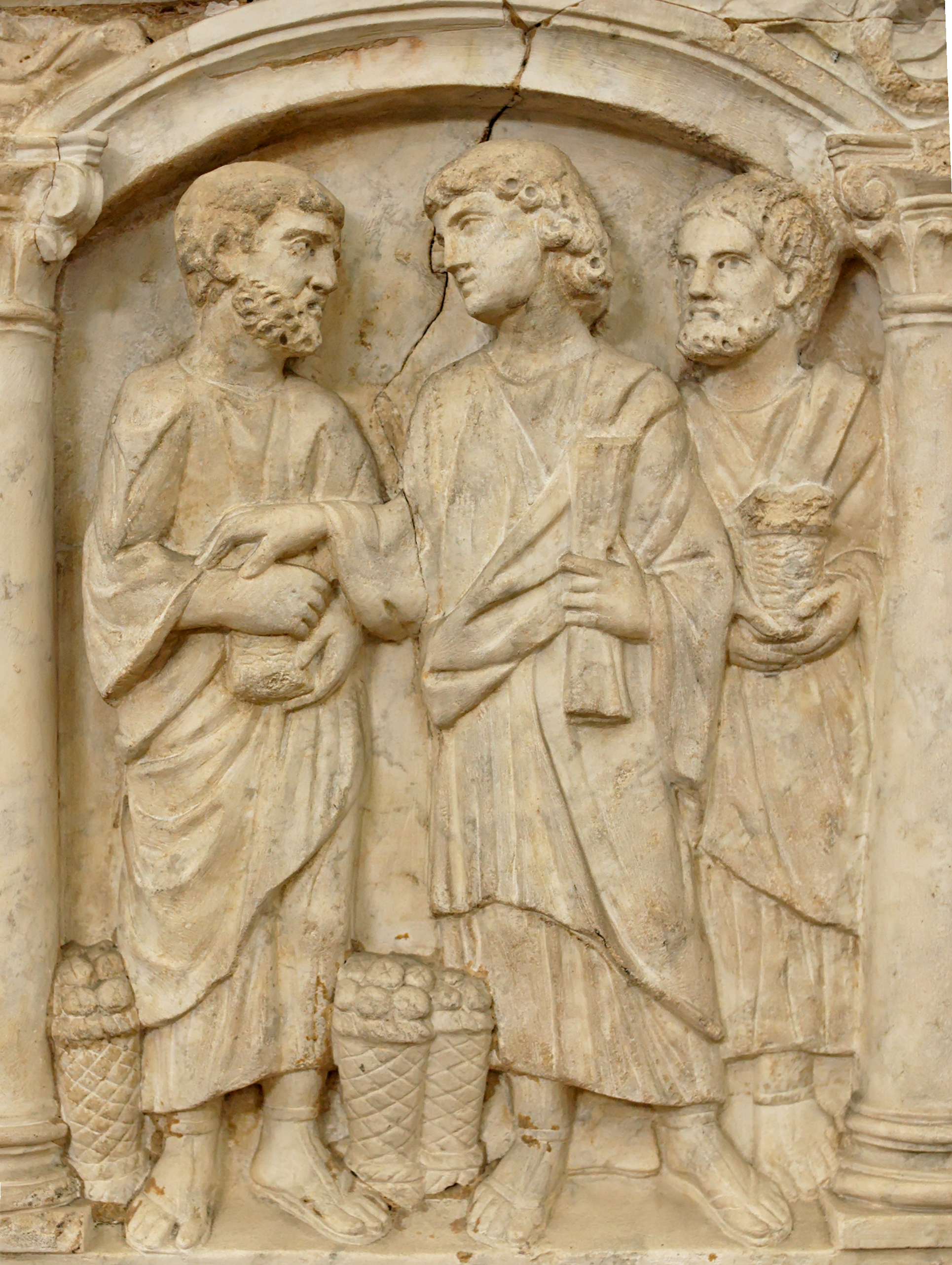
La multiplication des pains et des poissons (vers 350-375), ancienne collection de Benoît XIV.
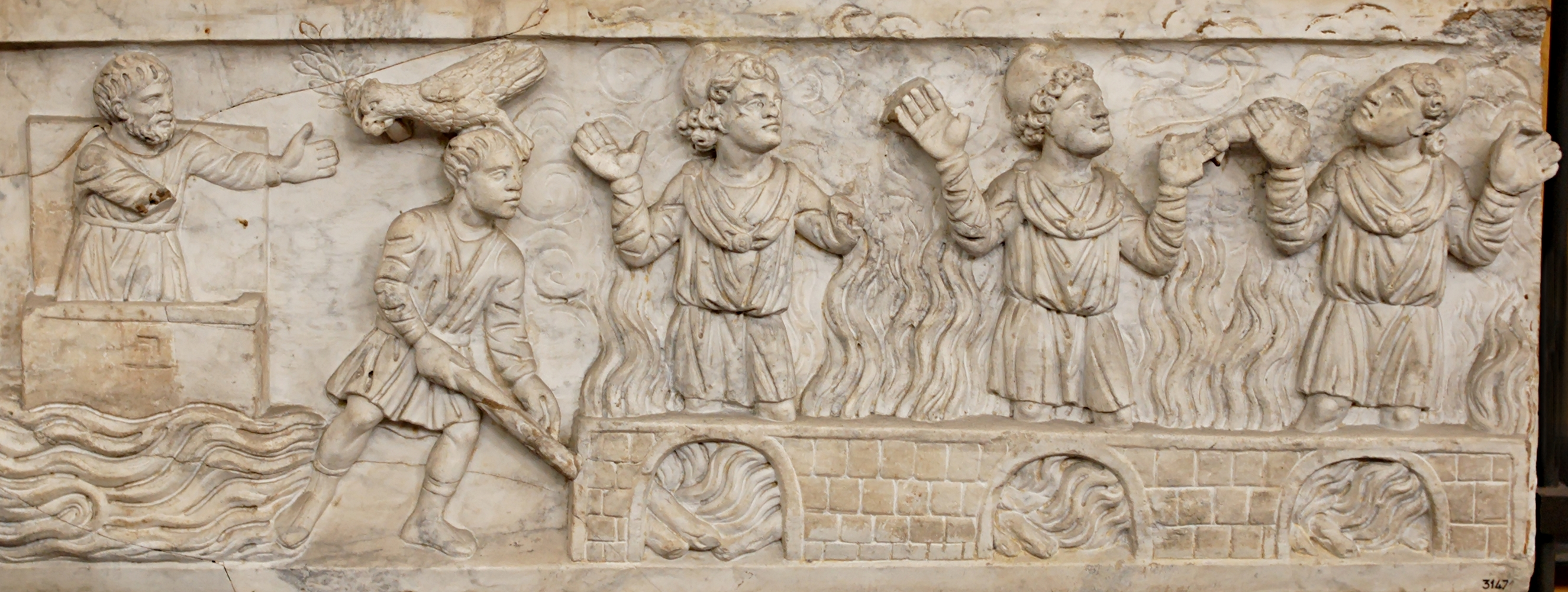
Les trois jeunes gens dans la fournaise (IVe siècle), ancienne collection de Benoît XIV.
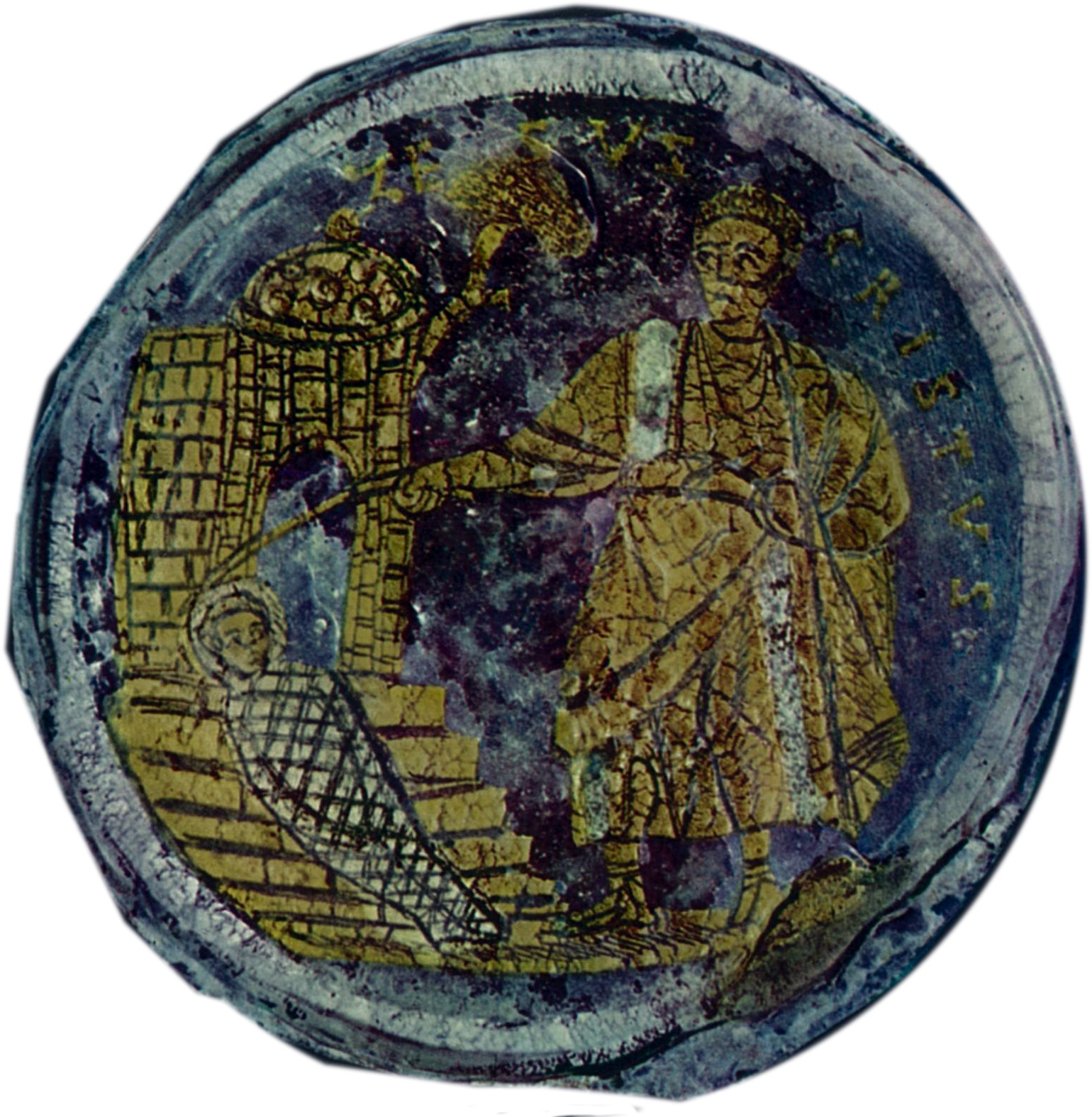
La résurrection de Lazare, verre peint à l'or (IVe siècle).
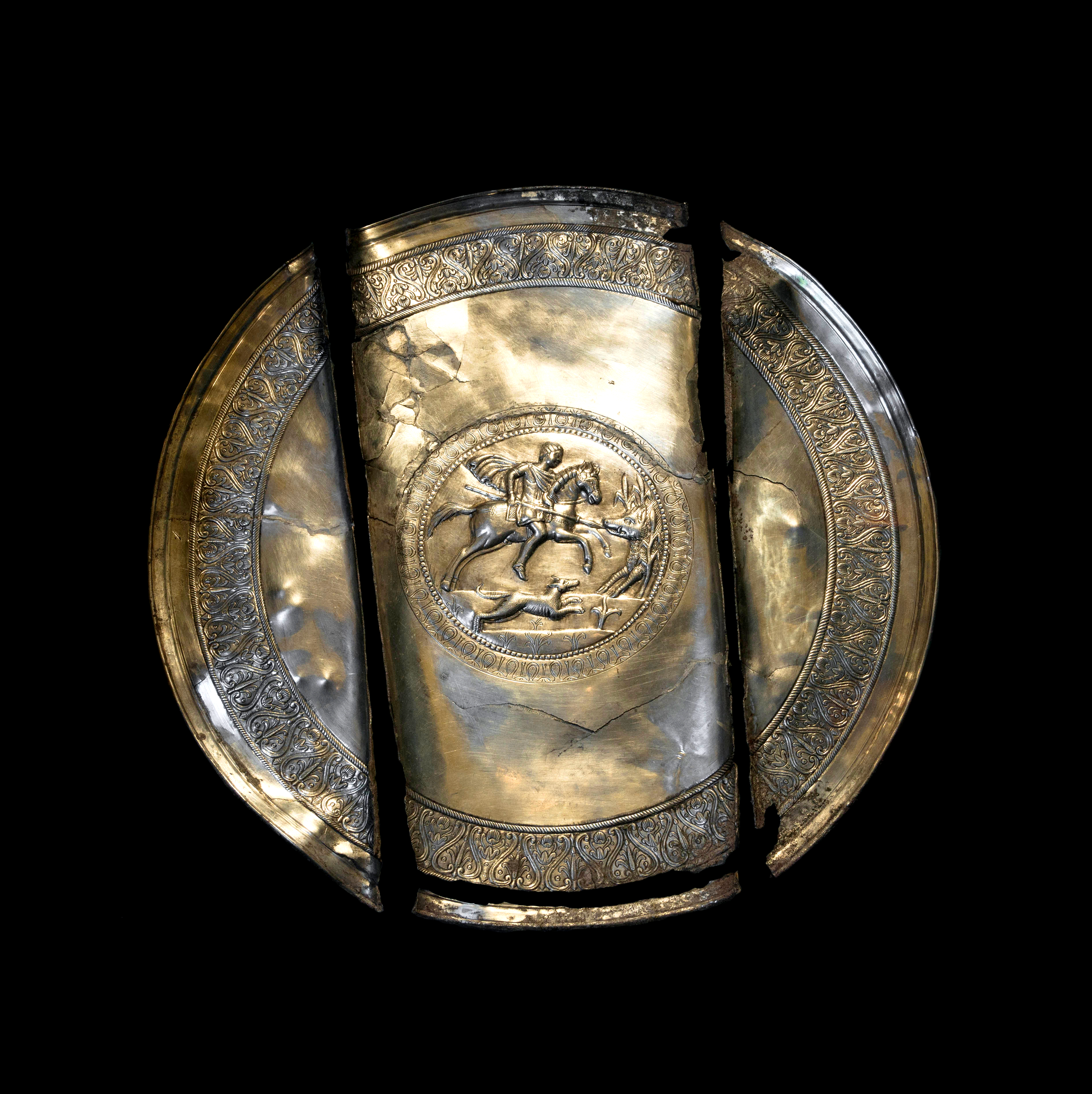
Plat (misserium) en argent représentant une chasse au sanglier. Trésor du mont Cælius (Ve siècle).